# 金黃繡雀鯛
金黃繡雀鯛，為鱸形目鱸亞目擬雀鯛科的其中一種，為熱帶海水魚，分布於中西太平洋印尼及巴布亞紐幾內亞海域，深度13-30公尺，本魚吻部至額頭為亮黃色，身體體色從淡紫色至藍灰色，背鰭硬棘3枚、背鰭軟條22枚;臀鰭硬棘3枚;臀鰭軟條10-12枚，體長可達6.5公分，棲息在有遮蔽的珊瑚礁區，通常單獨或成對出現，生活習性不明。

## 擴展閱讀
維基物種上的相關：金黃繡雀鯛